# 1997年蘇格蘭憲政公投
1997年蘇格蘭權力下放公投是指英國政府於1997年9月11日就是否支持成立蘇格蘭議會及交由其選出新的蘇格蘭政府進行的公民表決，是次公投源於為工黨黨派於當選後為實現競選承諾而推動。這是繼1979年當地就同一議題所作的第二次公投，投票率達到60.4%。

## 背景
早於1979年，當時工黨政府就蘇格蘭權力下放，應否成立蘇格蘭眾議院（Scotland Assembly）一事進行公投，縱使公投投票率達到51.6%，但整體上只有接近34%選民支持，未達到五成選民支持的門檻，故公投不獲通過。不久，反對地方權力下放的保守黨取得大選勝利。
由當地具影响力的政治人物和知识分子組成的蘇格蘭眾議院運動（Campaign for a Scottish Assembly），於公投後一直向當時的戴卓爾夫人政府施壓，强烈主张苏格兰人民的固有主权，要求建立苏格兰自治政府，他們於1988年促成蘇格蘭憲制會議（Scottish Constitutional Convention），並在會後發表1989年权利声明（Claim of Right 1989），獲當地工黨、自民黨國會議員代表、政商界、工會和苏格兰长老教会領袖簽署支持，儘管後來馬卓安為首中央政府加以干預，與及與會成員之一的蘇格蘭民族黨因與其他會議代表意見不合（他們主張之蘇格蘭獨立議題未被列入商議進程）退出，但由於工黨代表於當地及會議上仍掌握有較大發言權，因此對會議沒太大影響。
組過多年醞釀，工黨於1997年大選前夕提出推動公投的承諾，後來他們取得壓倒性勝利，並兑現承諾推動公投。

## 全民推廣
蘇格蘭工黨、蘇格蘭民族黨、自民黨、蘇格蘭綠黨曾發起「Yes」公投運動以加強當地民眾對爭取地方權力下放的輿論支持，又嘗試把1989年憲制會議中提出兩個建議方案，包括：建立議會和稅收權力變更，交由國會討論但遭受保守黨政府反對。有工黨國會議員對於成立蘇格蘭議會有保留，祇支持給予蘇格蘭有更大的稅收變更自主權。（页面存档备份，存于）
支持及反對派亦旗鼓相當地各自推出宣傳運動。支持方案的前進的蘇格蘭 (又稱Scotland Forward)，由商人Nigel Smith帶領下與蘇格蘭民族黨合作推動且得到上述政黨支持。反對者方面則組織了三思而行（Think Twice）運動，由前保守黨蘇格蘭國會代表Brian Monteith、御用大律師Donald Findlay及上議院等多名成員組成反對有關方案。然而，他們因面對工黨執政後的強大優勢，加上無法向企業爭取商業贊助，以致運動成效不彰。

## 公投結果
表決設以下兩條問題（即上述的两个提案）都獲得過半數赞成票。

### 問題一
- 我同意成立蘇格蘭議會
- 我不同意成立蘇格蘭議會

| 同意 : 1,775,045 (74.3%) | 不同意 : 614,400 (25.7%) |
| ▲                        |                          |

有別於威爾斯公投，幾乎每個選區的表決結果都是壓倒性通過。

### 問題二
- 我同意蘇格蘭議會應擁有稅收變更權力。
- 我不同意蘇格蘭議會擁有稅收變更權力。

| 同意 : 1,512,889 (63.5%) | 不同意 : 870,263 (36.5%) |
| ▲                        |                          |

有關議會本身之稅收變更權力的議題，除鄧弗里斯-加洛韋及奥克尼選區外，大多選區的表決結果與上方問題結果般－大多數投同意票。

## 後續
基於表決，英國國會隨後通過1998年蘇格蘭法案，成立蘇格蘭議會和蘇格蘭政府等地方機構。

## 更多條目
- 英國公投
- 蘇格蘭獨立運動
- 1997年威爾斯公投